# Der Morgen. Wiener Montagblatt
Der Morgen mit dem Untertitel Wiener Montagblatt, von August 1919 bis August 1920 am Montag, war eine zwischen 1910 und 1938 wöchentlich am Montag erscheinende Zeitung in Wien.

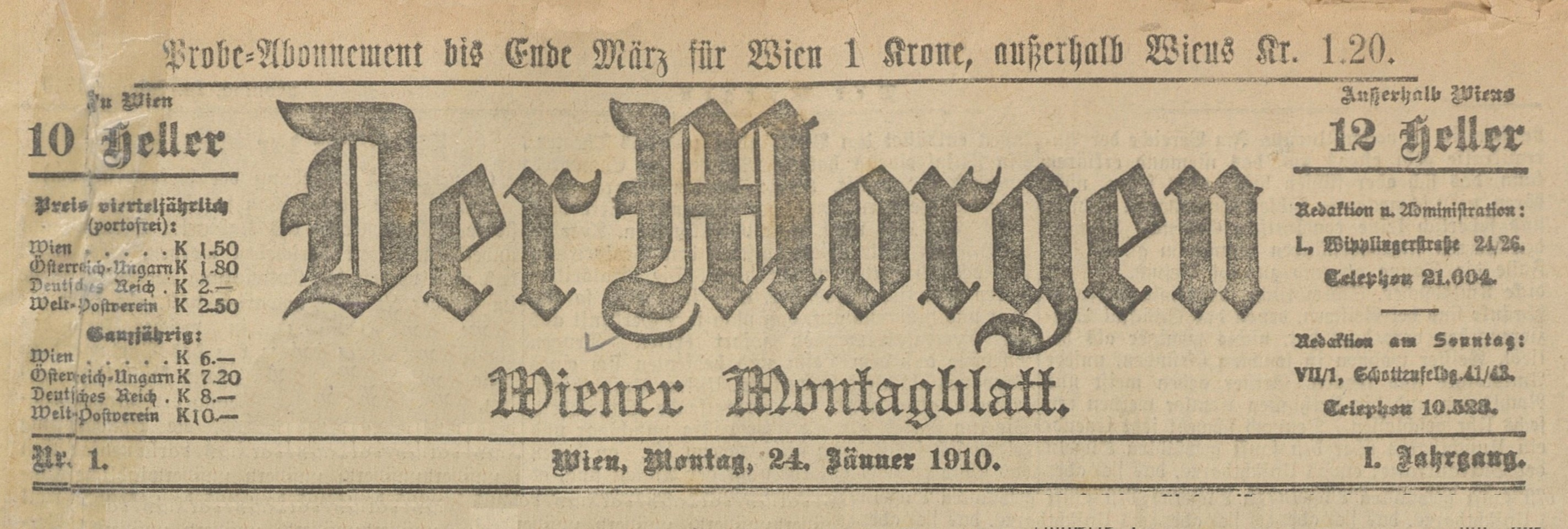
Titel der ersten Ausgabe 1910

## Geschichte
Im Dezember 1909 gründete Maximilian Schreier mit Carl Colbert die Wiener Zeitungsgesellschaft m.b.H., deren Unternehmensgegenstand vor allem die Herausgabe der Zeitung Der Morgen. Wiener Montagblatt war. Ab 1917 war Schreier alleiniger Geschäftsführer, er war zudem seit Anbeginn der Herausgeber. Es gibt Hinweise, dass der ehemalige Ministerpräsident Cisleithaniens Max Wladimir von Beck das Gründungsprojekt finanziell unterstützt hat.
Chefredakteure waren Karl Reinberger, Karl Blaschek, Rudolf Blaschek (21. Februar 1910 bis 26. Mai 1919), Hugo Bettauer (2. Mai 1922 bis 17. April 1925), Rudolf Kalmar (20. Juli bis 5. Oktober 1925) und Schreier selbst (2. Juni 1919 bis 24. April 1922; 30. März 1925 bis 13. Juli 1925; 12. Oktober 1925 bis 1938). Die letzte Nummer erschien am 7. März 1938 kurz vor dem „Anschluss Österreichs“.
Die Redaktion befand sich zuerst in der Wipplingerstraße 24–26 und in der Mariannengasse 17, ab Juni 1910 in der Pelikangasse 4 und ab April 1913 in der Canisiusgasse 8–10. Nach der Gründung von der Abendzeitung Abend, welche täglich erschien und den Morgen ergänzen sollte, entwickelten sich die beiden Publikationen bald auseinander.
Gedruckt wurde die Zeitung anfangs bei Karl Brakl, Schottenfeldgasse 41–43, Wilhelm Fischer, Wien IX., dann von Johann N. Vernay, Wien IX. Mariannengasse 17, später Canisiusgasse 8–10.
Nach dem „Anschluss Österreichs“ wurde mehrere Mitarbeiter sowie der Chefredakteur Schreier wegen ihrer nazifeindlichen Einstellung und ihrer jüdischen Herkunft deportiert. In der Ausstellung „Der ewige Jude“ in der Wiener Nordwestbahnhalle wurden viele an der Zeitung Beteiligten verhöhnt und in der damaligen Diktion „beschrieben“.

## Ausrichtung und Inhalte
Die Richtung der Zeitung war fortschrittlich-liberal und trat für deutschfreiheitliche Wahlkandidaten ein, bekämpfte Christlichsoziale und den Klerus und wandte sich gegen Attacken auf die Freimaurerei. In der humoristischen Beilage Der blaue Montag erschienen Humoresken, Witze, Satiren und politische Karikaturen.
Nach dem Ende des Ersten Weltkriegs warb das Blatt für den Anschluss an Deutschland und prangerte den Imperialismus der Entente an. In der Ersten Republik ging die Blattlinie mehr auf politische Fragen ein und polemisierte gegen Seipel. Überdies wurden in der Folge – zum Teil nur kurzfristig – neue Rubriken eingeführt: Der Morgenruf, Ein demokratisches Wahlblatt, und Die Frau als Wählerin, Wahlblatt des Deutschösterreichischen Vereines für Frauenstimmrecht (1919); Sportblatt des „Morgen“ (ab Mai 1922), Auto-Morgen (ab Februar 1923), Der Morgen in Bildern (1925), Mode-Morgen, Praktische Hausfrau und Filmseiten.
Mit Dollfuß wurde ein Ausgleich gefunden und die Blattlinie trat ab 1933 vehement gegen den Nationalsozialismus ein.

## Bekannte Autoren
Bekannte Mitarbeiter waren unter anderem Hugo Bettauer, Richard Charmatz, Karl Farkas und Fritz Grünbaum, Else Feldmann, Max Graf, Rudolf  Kalmar, Anton Kuh, Beda, Pem, Alfred Polgar, Walter Rode oder Wauwau.